# Crowd Chant
Crowd Chant é uma canção instrumental do guitarrista virtuoso estadunidense Joe Satriani, lançada juntamente com o álbum Super Colossal, de 2006. O tema de encerramento de "Crowd Chant" foi inspirado em "Pavane in Fá sustenido menor, Op. 50" do compositor clássico francês Gabriel Fauré.

## História
Originalmente a música se chamaria "Party on the Enterprise", em alusão à nave Enterprise, da série de televisão Star Trek, já que a música continha sons e barulhos da nave. Porém, conforme relatado por Satriani em um podcast, ele não conseguiu adquirir os direitos legais para usar esses sons, optando por substituí-los por seus próprios sons e renomear a faixa. Assim, ele removeu os sons da música, e a chamou de “Crowd Chant”.

## Na cultura popular
"Crowd Chant" é usado por vários times de futebol americano após touchdowns. É também uma canção de gol popular para times de hóquei no gelo, principalmente o Minnesota Wild e o New York Islanders, e até de futebol, como New England Revolution. 
Não é a primeira vez que uma música do Joe Satriani é usada para esse propósito; ele estava em um jogo de hóquei do San Jose Sharks alguns anos atrás, quando "Devil's Slide" foi tocada quando o time entrou no rinque.
"Foi tão legal", diz Satriani. "Eu sou um músico e esses caras são jogadores de hóquei e precisam de um tipo específico de música. Quando eu estava escrevendo 'Crowd Chant', não estava pensando em hóquei em particular, mas passou pela minha cabeça que poderia se tornar um música muito útil para futebol ou hóquei ou qualquer outro esporte."

### Trilhas-sonoras de jogos eletrônicos
Posteriormente, foi incluído na trilha sonora do videogame NHL 2k10 de 2009, enquanto uma versão cover aparece em Madden NFL 11. A série Quick Pitch da MLB Network TV usou a música como tema de abertura, mas a substituiu pela música "HandClap" de Fitz and The Tantrums em 2017.
| Ano  | Jogo Eletrônico | Console(s)                                           | Ref.   |
| ---- | --------------- | ---------------------------------------------------- | ------ |
| 2008 | NHL 2K9         | Xbox 360, Nintendo Wii, PlayStation 3, PlayStation 2 | [ 11 ] |
| 2009 | NHL 2k10        | Xbox 360, Nintendo Wii, PlayStation 3, PlayStation 2 | [ 9 ]  |
| 2010 | Madden NFL 11   | Xbox 360, Nintendo Wii, PlayStation 3, PlayStation 2 | [ 10 ] |
| 2010 | NHL Slapshot    | Nintendo Wii                                         |        |
| 2011 | Madden NFL 12   | Xbox 360, Nintendo Wii, PlayStation 3                |        |
| 2011 | Madden NFL 12   | Xbox 360, Nintendo Wii, PlayStation 3                |        |
| 2011 | NHL 12          | Xbox 360, Nintendo Wii, PlayStation 3                |        |
| 2012 | NHL 13          | Xbox 360, Nintendo Wii, PlayStation 3                |        |
| 2013 | Madden NFL 25   | Xbox 360, Nintendo Wii, PlayStation 3                | [ 12 ] |